# Хи-Мен и Ши-Ра: Тайна меча
«Хи-Мен и Ши-Ра: Тайна меча» — полнометражный мультфильм, созданный компанией Filmation с участием Mattel в 1985 году. Фильм является продолжением серии мультипликационных фильмов «Хи-Мен и властители Вселенной». Фильм вышел на экраны в 1985 году в США. 

## Сюжет
Принц Адам получает сообщение от Волшебницы с просьбой прийти к ней в замок Серого Черепа, для того, чтобы она могла ему сообщить что-то важное. Придя в замок, он получает от неё задание найти человека, которому принадлежит меч, данный Волшебницей, который открыл портал в другое измерение. Адам и его верный, но трусливый кот Подлиза отправляются на поиски, пройдя через портал, они отправляются в местный трактир. Но пока они ели, в трактир ворвались солдаты Орды и начали бесчинствовать. Адам с помощью Стрелка, с которым он познакомился во время схватки с ордынцами, одолевает их и идёт, по предложению Стрелка в Шепчущие леса, в лагерь повстанцев. Там Адам узнаёт о том, что этот мир, в который он попал захвачен Ордой во главе с Хордом.
Узнав о том, что жителей деревни ордынцы отправят на рудники, он предлагает Стрелку и Глимор (лидер повстанцев, дочь королевы Анжелы) выступить с боем и спасти деревню. В ходе боя он находит того, кого Волшебница отправила его искать — Капитана Адору, но потеряв бдительность, был схвачен и отправлен в тюрьму на Звериный остров. Там он получше знакомится Адорой, капитаном Орды и целью его миссии.
Узнав о потере Хи-Мена (Адама), его друзья отправились на Звериный остров, но найдя Хи-Мена, попадают в ловушку. Однако Филин освобождает Хи-Мена и вместе с ним освобождают его друзей, после чего они все вместе покидают остров.
Продолжая выполнять свою миссию Хи-Мен отправляется в зону страха под видом ордынца, но его разоблачает Царица Тьмы и Хорд. Адам был схвачен и брошен в камеру накопителя энергии, выкачивающую силу воли у человека. Пока он находится в камере, Адора во сне слышит голос зовущий её, который её будит. Она приходит в комнату, где в камере находится Хи-Мен. Подумав, что ей что-то приснилось, она собиралась уходить, но Волшебница связавшаяяся с ней через меч, сказала, что Хорд всё время обманывал её и что Хи-Мен её брат-близнец. Также Волшебница указывает как призвать силу меча. Будучи в шоке от услышанного, Адора берёт меч и превращается в Ши-Ру, а затем спасает своего брата. Вместе с ним они отправляютя в Шепчущие леса, сделав остановку, Адам связывается с Волшебницей через меч Адоры и просит ответить на вопрос о сестре. Волшебница открывает им правду о вторжении Орды в Вечность и похищении Адоры Хордом.
Миссия Адама выполнена, но Хорд хочет любой ценой вернуть себе Адору…